# Naftyrydyny
Naftyrydyny – grupa heterocyklicznych aromatycznych związków chemicznych o wzorze ogólnym C8H6N2 zbudowanych z układu naftalenu, w którym każdy z pierścieni zawiera po jednym heteroatomie azotu. Wraz z benzodiazynami (podobnymi związkami zawierającymi oba atomy azotu w jednym z pierścieni) nazywane są diazanaftalenami.

1,5-naftyrydyna
1,6-naftyrydyna
1,7-naftyrydyna
1,8-naftyrydyna
2,6-naftyrydyna
2,7-naftyrydyna